# Advanced Intelligent Systems
Advanced Intelligent Systems è una rivista scientifica mensile ad accesso aperto e sottoposta a revisione paritaria, che si occupa di ricerca sui sistemi artificiali che riconoscono, elaborano e rispondono a stimoli/istruzioni e imparano dall'esperienza, tra cui: robotica, automazione, intelligenza artificiale e machine learning, interfaccia uomo-macchina, teoria del controllo e dei sistemi, materiali intelligenti e reattivi, sistemi di rilevamento intelligenti e auto-assemblaggio programmato.

## Indicizzazione
Gli abstract e gli articoli sono indicizzati da:
- Ei Compendex[1]
- Current Contents/ Engineering, Computing & Technology[2]
- Inspec[3]
- Science Citation Index Expanded[2]

Secondo il Journal Citation Reports, nel 2022 la rivista ha ricevuto un fattore di impatto pari a 7,4.